# باشگاه بسکتبال المپیاکوس
باشگاه بسکتبال المپیاکوس (یونانی: ΚΑΕ Ολυμπιακός) یک باشگاه یونانی بسکتبال حرفه ای، یکی از تیم‌های باشگاه چند ورزشی المپیاکوس، مستقر در پیره است. باشگاه بسکتبال المپیاکوس در سال ۱۹۳۱ تأسیس شد. المپیاکوس از باشگاه‌های موفق و پر افتخار جهان است.

## نگارخانه

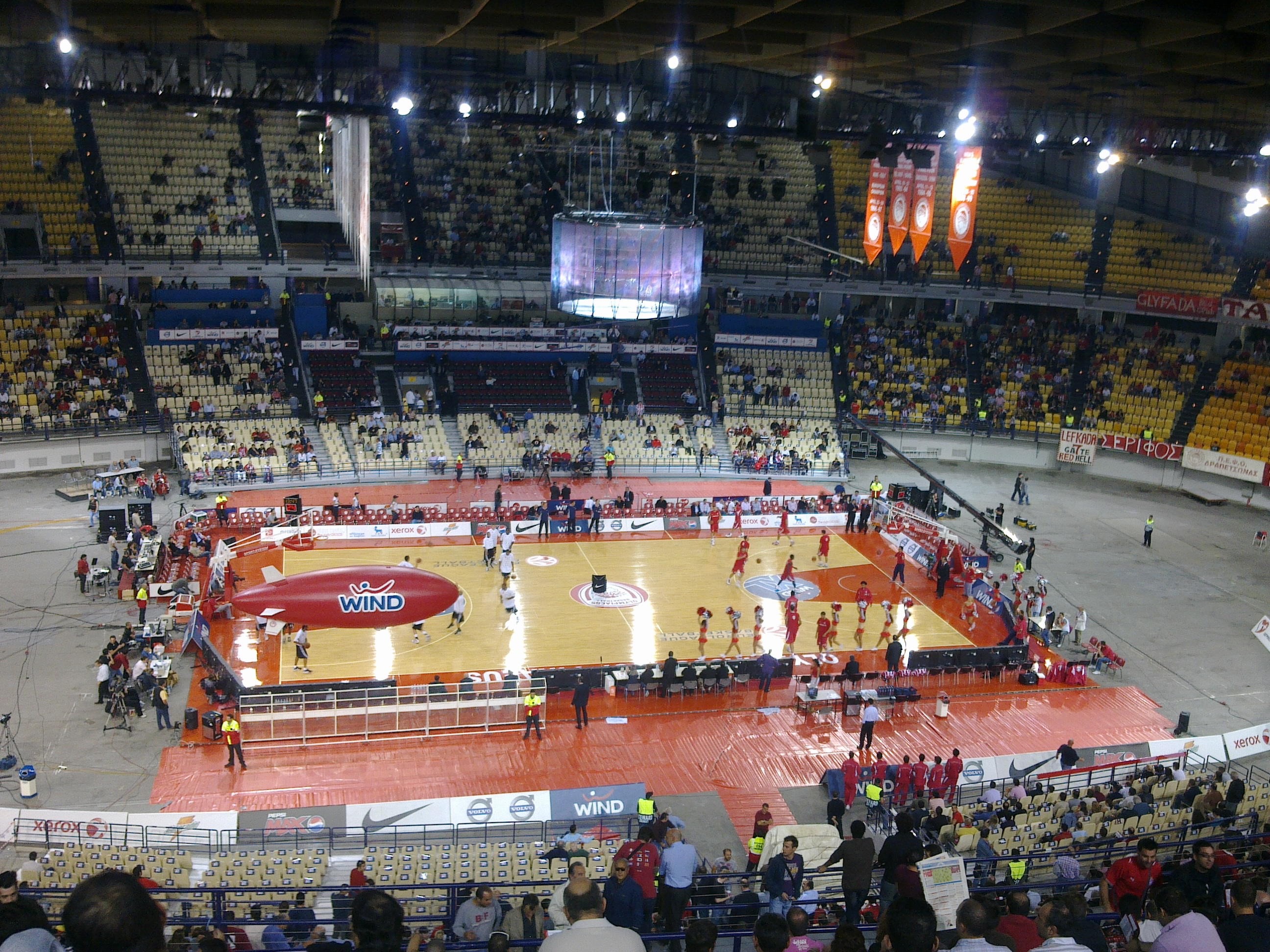